# Люксембургер ворт
«Luxemburger Wort» («Люксембургер ворт» — з нім. «Слово Люксембургу») — люксембурзька щоденна газета. Видається з 1848 року. Виходить переважно німецькою мовою, окремі статті друкуються люксембурзькою і французькою мовами. У 2015 році щоденний наклад газети становив 59310 примірників, кількість передплатників становила 55082.

## Історія
Газета заснована у 1848 році, тобто є однією з найстаріших газет Європи.

## Опис
Це найбільша газета Люксембургу, при цьому вона подекуди характеризується як газета з особливо виваженим стилем. У 2011 році щоденний наклад газети становив біля 69000 примірників. Газета займала 43,2 % національного ринку періодики. У 2015 році щоденний наклад газети становив 59310 примірників, при цьому з загального накладу газети 55082 примірники розповсюджувалися за індивідуальною передплатою, 158 примірників — за груповою передплатою, 2766 примірники — у місцях продажу друкованих видань, решта — в якийсь інший спосіб.

## Виноски
1. ↑  люксембурзька Вікіпедія — 2004.
2. 1 2   Люксембург. // Українська радянська енциклопедія : у 12 т. / гол. ред. М. П. Бажан ; редкол.: О. К. Антонов та ін. — 2-ге вид. — К. : Головна редакція УРЕ, 1974–1985.
3. 1 2 3   Number of circulated newspapers of daily newspaper Luxemburger Wort in Luxembourg from 2011 to 2015, by type of distribution. www.statista.com. Statista GmbH. April 2016. Процитовано 3 січня 2021. (англ.)
4. 1 2 3  Grand Duchy of Luxembourg. About the Media (PDF). luxembourg.public.lu. Information and Press Service of the Luxembourg Government, Publishing Department. January 2013. Архів оригіналу (PDF) за 25 квітня 2021. Процитовано 3 січня 2021. ISBN 978-2-87999-229-7 (англ.)